# Новые Чути
Новые Чути (тат. Яңа Чүте) — село в Бавлинском районе Татарстана, центр Салиховского сельского поселения.

## География
Располагается в бассейне реки Верхний Кандыз, в 55 км к югу от Бавлов.

## История
Основано в конце XVIII — начале XIX веков. До 1860-х годов жители относились к башкирам-вотчинникам. Занимались земледелием, разведением скота. В 1859 году при 64 дворах проживало 392 башкира.
В «Списке населённых мест Российской империи», изданном в 1864 году по сведениям 1859 года, населённый пункт упомянут как башкирская деревня Новые Чути 4-го стана Бугульминского уезда Самарской губернии. Располагалась по левую сторону упразднённого Оренбургского почтового тракта, при безымянной речке, в 68 верстах от уездного города Бугульмы и в 46 верстах от становой квартиры в казённом селе Ефановка (Крым-Сарай, Орловка, Хуторское). В деревне, в 64 дворах проживали 392 человека (194 мужчины и 198 женщин), была мечеть.
В начале XX века в селе работала мечеть. В этот период земельный надел сельской общины составлял 2571 десятину. До 1920 года село входило в Салиховскую волость Бугульминского уезда Самарской губернии. С 1920 года в составе Бугульминского кантона ТАССР. С 10 августа 1930 года в Бавлинском, с 1 февраля 1963 года в Бугульминском, с 12 января 1965 года в Бавлинском районах.

## Население
| 1822 | 1859 | 1889 | 1910  | 1920  | 1926 |
| ---- | ---- | ---- | ----- | ----- | ---- |
| 26   | ↗392 | ↗694 | ↗1143 | ↗1256 | ↘898 |
| 1938 | 1949 | 1958 | 1970  | 1979  | 1989 |
| ↗924 | ↘700 | ↘643 | ↗792  | ↘687  | ↘542 |
| 2010 |      |      |       |       |      |
| ↘423 |      |      |       |       |      |